# Francesco Grazioli (architetto)

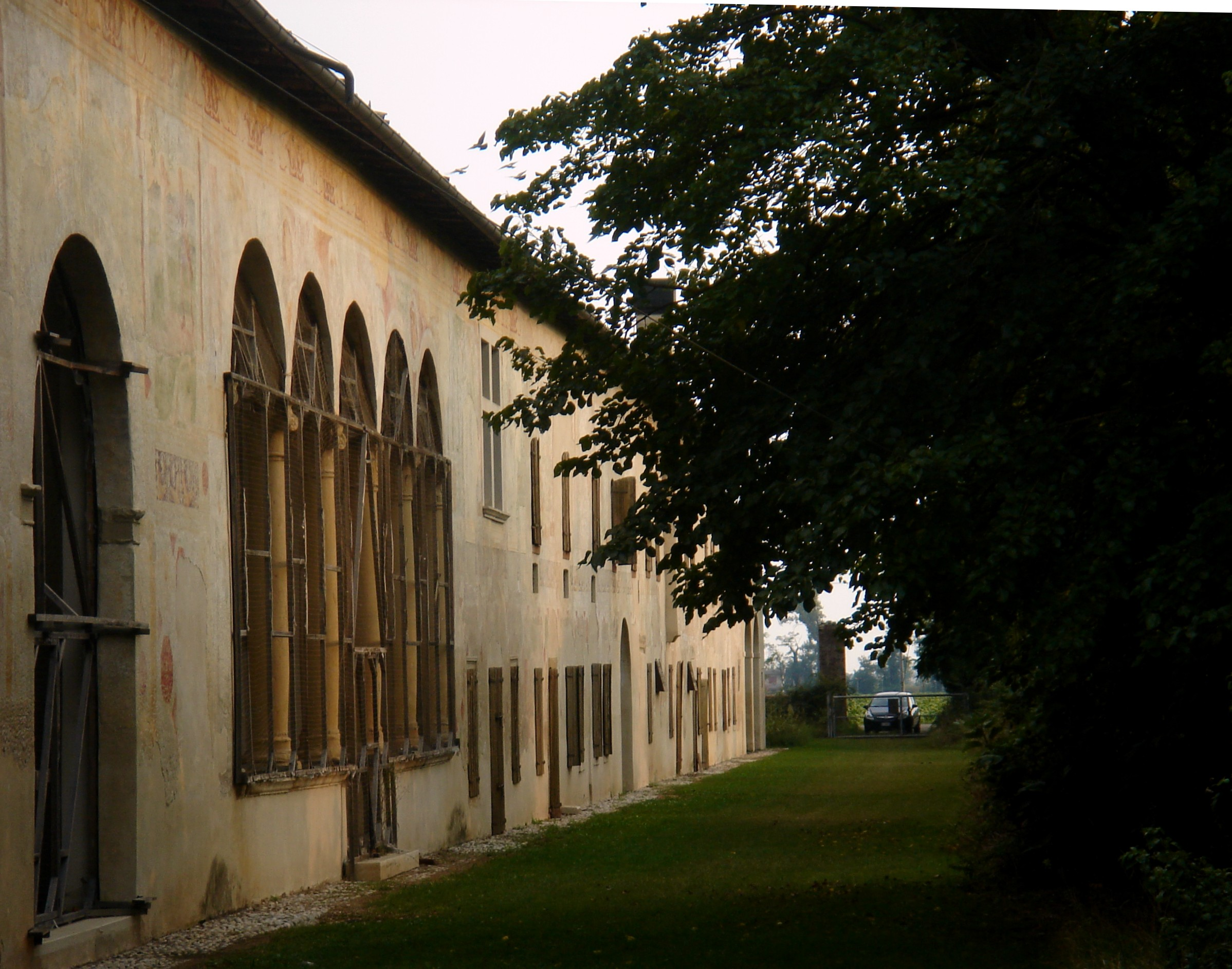
Barco della Regina Cornaro.

Francesco Grazioli o Graziolo (... – Asolo, 26 marzo 1536) è stato un architetto e scultore italiano, attivo ad Asolo tra la fine del Quattrocento e l'inizio del Cinquecento.

## Biografia

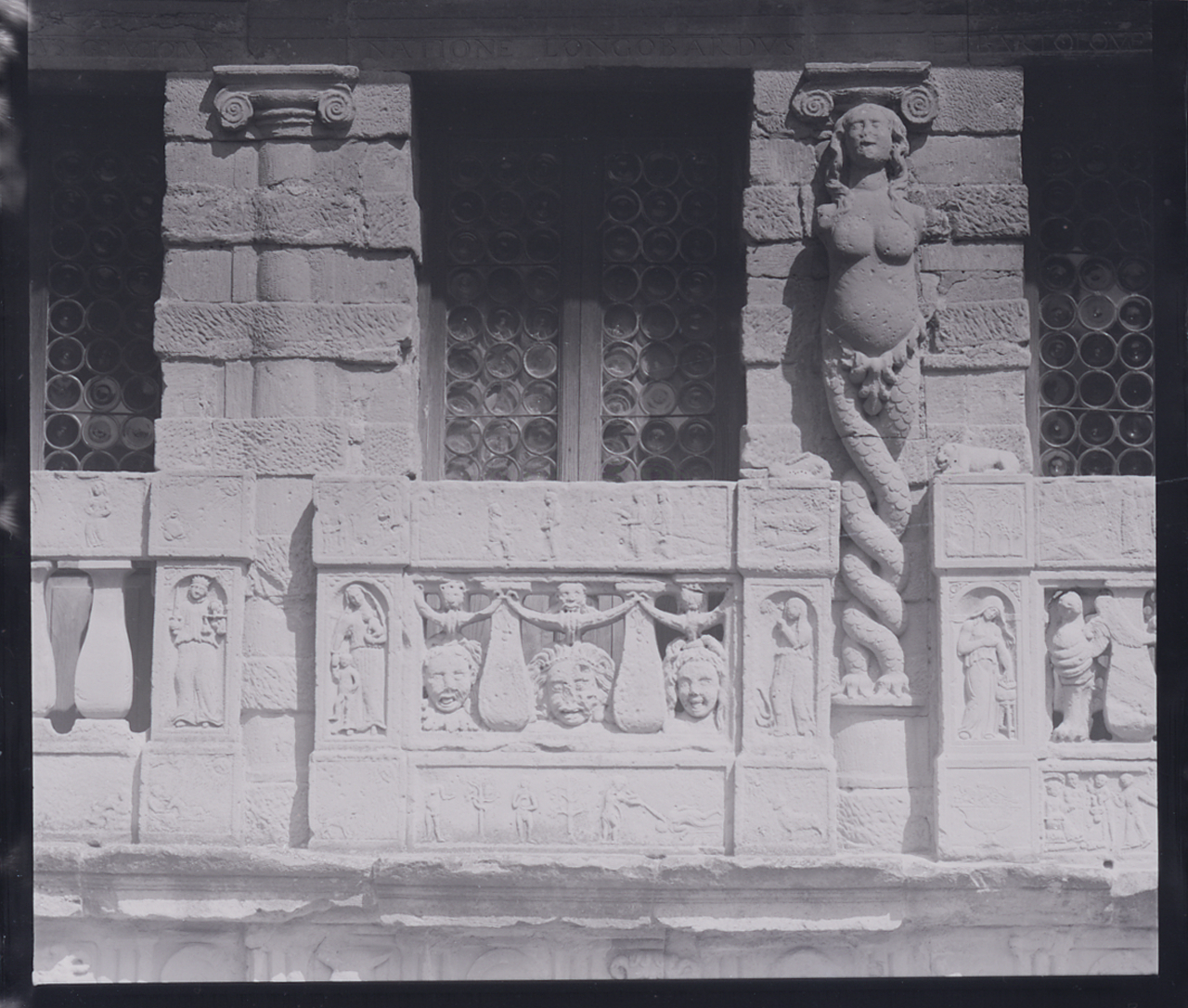
Casa Longobarda, Asolo. Dettagli della facciata. Foto di Paolo Monti, 1966.

Non si conosce pressoché nulla delle sue origini. Secondo l'iscrizione che lui stesso fece apporre sulla facciata della cosiddetta casa Longobarda di Asolo, dove risiedette con il figlio Bartolomeo, era magister natione longobardus, il che fa pensare che la cittadina veneta fosse solo una patria adottiva.
Pietro Zani asserisce che il Grazioli fosse già attivo nel 1462, senza tuttavia citare delle fonti; è possibile, ma poco probabile. Altri autori ne collocano la nascita nel 1460 (Carlo Innocenzo Bernardi) o nel 1468 (Vittor Luigi Paladini), ma anche queste informazioni non sono referenziate.
L'attività del Grazioli si lega alla prestigiosa committenza della regina di Cipro Caterina Corner, che verso il 1490 lo chiamò ad Asolo per risistemare il palazzo pretorio, con lo scopo di farne la propria residenza cittadina.
Nel 1491 si colloca l'inizio della costruzione della residenza estiva, noto come il Barco, realizzato nelle campagne di Altivole su consiglio, pare, di Pietro Bembo. Mancano fonti coeve che ne attestino la paternità, ma si ritiene che gli autori ottocenteschi che per primi ne attribuirono l'opera avessero avuto accesso ad antichi documenti oggi scomparsi. Del Barco resta soltanto un lungo corpo di fabbrica e questo crea non poche difficoltà nel ricostruire la personalità artistica del Grazioli.
Altra opera fondamentale è la già citata casa Longobarda, una delle più antiche case d'artista conservatesi sino ai giorni nostri. Realizzata forse verso la fine della sua vita, si caratterizza per la facciata in pietra arenaria, ornata da bassorilievi di soggetto classico, volutamente antichizzati, o cristiano, ispirati ai rilievi medievali del Norditalia. Il fronte si imposta su una struttura architettonica con semicolonne doriche (al piano terra) e ioniche (al piano superiore), alternate a figure antropomorfe. Nel complesso, rappresenta uno dei primi esempi di quell'ordine rustico che inizierà a diffondersi dopo la pubblicazione de I Sette libri dell'architettura di Sebastiano Serlio (1536).
Del Grazioli restano poche altre opere: il fonte battesimale del Duomo di Asolo, donato da Caterina Corner nel 1491, una Madonna con Bambino, oggi conservata al Museo civico (attribuzione di Lionello Puppi) e uno stemma nella stessa esposizione, proveniente dal palazzo pretorio (attribuzione di Manlio Brusatin). Di più difficile attribuzione, in quanto gravemente danneggiate, le edicole per la Via Crucis del monte dei Frati e pure i diversi camini che gli assegna Lodovico Guerra. Secondo il Federici, avrebbe inoltre realizzato la chiesa di Santa Caterina (che tuttavia presenta forme romaniche) e il complesso conventuale di San Girolamo, scomparso.
Del figlio Bartolomeo, da alcuni confuso con il padre, non si conosce sostanzialmente nulla.